# Egor Filipenko
Egor Filipenko  (Minsk, Unión Soviética, 10 de abril de 1988) es un futbolista internacional bielorruso que juega de defensa en el F. C. Ural de Rusia.

## Biografía
Filipenko ha jugado en ligas de fútbol de países del este, en equipos como el Spartak de Moscú o el Bate Borisov. En 2014 disputaría con este último la Liga de Campeones, participando en tres partidos de la fase de grupos.
En enero de 2015 firmó con el Málaga C. F. un contrato por dos años, tras llegar con la carta de libertad no ocupando plaza de extracomunitario gracias a poseer pasaporte ruso.

## Selección nacional
Ha sido internacional con la selección de fútbol de Bielorrusia en 52 partidos internacionales anotando un gol.

## Clubes
| Club                             | País        | Año       |
| -------------------------------- | ----------- | --------- |
| F. C. BATE                       | Bielorrusia | 2006-2007 |
| F. C. Spartak de Moscú           | Rusia       | 2008-2011 |
| F. C. Tom Tomsk (cedido)         | Rusia       | 2009      |
| F. C. Sibir Novosibirsk (cedido) | Rusia       | 2010      |
| F. C. BATE                       | Bielorrusia | 2011-2014 |
| Málaga C. F.                     | España      | 2015-2016 |
| Maccabi Tel Aviv F. C.           | Israel      | 2016-2018 |
| F. C. Ashdod (cedido)            | Israel      | 2018      |
| F. C. BATE                       | Bielorrusia | 2018-2020 |
| Shakhtyor Soligorsk              | Bielorrusia | 2021-2022 |
| F. C. Ural                       | Rusia       | 2022-     |

## Palmarés
- 2 Ligas de Bielorrusia (FC BATE; 2006, 2007)
- 1 Copa de Bielorrusia (FC BATE, 2006)